# Pluviostilla
Pluviostilla is een geslacht van weekdieren uit de klasse van de Gastropoda (slakken).

## Soort
- Pluviostilla palauensis Kase & Kano, 1999